# Peter Handke
Peter Handke (født 6. december 1942 i Griffen i Kärnten) er en østrigsk avantgardeforfatter og dramatiker. Han modtog Nobelprisen i litteratur i 2019.
En del af Handkes omfattende litterære produktion er oversat til dansk. Mest kendt er han for romanen "Die Angst des Tormanns beim Elfmeter" (Målmandens angst for straffespark) og den selvbiografiske bog "Ulykkelig og uden ønsker" der handler om hans mors selvmord, samt drejebogen til Wim Wenders' film Der Himmel über Berlin (Himlen over Berlin).

## Kritik
Handke er kritiseret for sin tætte relation til den serbiske diktator Slobodan Milosevic. I dag udgives hans bøger af det danske forlag Batzer & Co.,
I 1973 modtog han Georg Büchner-prisen, som han dog i 1999 tilbagebetalte. Det skete som en protest mod NATO's bombninger af Jugoslavien.

## Forfatterskab
- Die Hornissen (Vepsene), 1966
- Publikumsbeschimpfung und andere Sprechstücke, 1966
- Begrüßung des Aufsichtsrates, 1967
- Der Hausierer, 1967
- Kaspar, 1967
- Deutsche Gedichte, 1969
- Die Innenwelt der Außenwelt der Innenwelt, 1969.
- Prosa, Gedichte, Theaterstücke, Hörspiele, Aufsätze, 1969
- Das Mündel will Vormund sein, 1969
- Die Angst des Tormanns beim Elfmeter, (Målmandens angst ved straffesparksmærket), 1970, filmatiseret af Wim Wenders
- Geschichten aus dem Wienerwald von Ödön von Horvath, 1970
- Wind und Meer. Vier Hörspiele, 1970
- Chronik der laufenden Ereignisse, 1971
- Der Ritt über den Bodensee,1971
- Der kurze Brief zum langen Abschied, (Fra kort brev til lang afsked), 1972
- Ich bin ein Bewohner des Elfenbeinturms (Jeg bor i elfenbenstårnet), 1972
- Stücke 1, 1972
- Wunschloses Unglück, (Kravløs ulykke), 1972
- Die Unvernünftigen sterben aus (De ufornuftige uddør), 1973
- Stücke 2, 1973
- Als das Wünschen noch geholfen hat. Gedichte, Aufsätze, Texte, Fotos, 1974
- Der Rand der Wörter. Erzählungen, Gedichte, Stücke, 1975
- Die Stunde der wahren Empfindung, 1975
- Falsche Bewegung, 1975
- Die linkshändige Frau, (Den kjevhendte kvinnen), 1976, filmatiseret 1977
- Das Ende des Flanierens. Gedichte, 1977
- Das Gewicht der Welt. Ein Journal, 1977
- Langsame Heimkehr, (Hjemrejsen), 1979
- Die Lehre der Sainte-Victoire, (Budskabet fra Sainte-Victoire), 1980
- Über die Dörfer, 1981
- Die Geschichte des Bleistifts, 1982
- Der Chinese des Schmerzes, (Smertens kineser), 1983
- Die Wiederholung, 1986
- Der Himmel über Berlin, drejebog, sammen med Wim Wenders, 1987
- Nachmittag eines Schriftstellers, 1987
- Die Abwesenheit. Ein Märchen, 1987, filmatiseret i forfatterens regi, 1992
- Gedichte, 1987
- Das Spiel vom Fragen oder Die Reise zum sonoren Land, 1989
- Versuch über die Müdigkeit, 1989
- Noch einmal für Thukydides, 1990
- Versuch über die Jukebox, 1990
- Abschied des Träumers vom Neunten Land, 1991
- Versuch über den geglückten Tag. Ein Wintertagtraum, 1991
- Die Stunde, da wir nichts voneinander wußten. Ein Schauspiel, 1992
- Die Theaterstücke, 1992
- Drei Versuche. Versuch über die Müdigkeit. Versuch über die Jukebox. Versuch über den geglückten Tag, 1992
- Langsam im Schatten. Gesammelte Verzettelungen 1980-1992, 1992
- Die Kunst des Fragens, 1994
- Mein Jahr in der Niemandsbucht. Ein Märchen aus den neuen Zeiten, (Mit år i Ingenmandsbugten), 1994
- Eine winterliche Reise zu den Flüssen Donau, Save, Morawa und Drina oder Gerechtigkeit für Serbien, 1996
- Sommerlicher Nachtrag zu einer winterlichen Reise, 1996
- Zurüstungen für die Unsterblichkeit. Königsdrama, 1997
- In einer dunklen Nacht ging ich aus meinem stillen Haus, 1997
- Am Felsfenster morgens. Und andere Ortszeiten 1982 – 1987, 1998
- Ein Wortland. Eine Reise durch Kärnten, Slowenien, Friaul, Istrien und Dalmatien sammen med Liesl Ponger, 1998
- Die Fahrt im Einbaum oder Das Stück zum Film vom Krieg, 1999
- Lucie im Wald mit den Dingsda. Mit 11 Skizzen des Autors, 1999
- Unter Tränen fragend. Nachträgliche Aufzeichnungen von zwei Jugoslawien-Durchquerungen im Krieg, März und April 1999, 2000
- Mein Jahr in der Niemandsbucht. Ein Märchen aus den neuen Zeiten, 2000
- Der Bildverlust oder Durch die Sierra de Gredos, 2002
- Mündliches und Schriftliches. Zu Büchern, Bildern und Filmen 1992-2000, 2002
- Untertagblues. Ein Stationendrama, 2003
- Sofokles: Ödipus auf Kolonos, 2003, Oversættelse
- Don Juan (erzählt von ihm selbst), 2004
- Die Tablas von Daimiel, 2005
- Gestern unterwegs. Aufzeichnungen November 1987 bis Juli 1990, 2005
- Spuren der Verirrten, 2007
- Kali. Eine Vorwintergeschichte, 2007
- Leben ohne Poesie. Gedichte, 2007
- Meine Ortstafeln. Meine Zeittafeln. Essays 1967-2007, 2007
- Die morawische Nacht, 2008
- Bis daß der Tag euch scheidet oder Eine Frage des Lichts, 2008
- Die Kuckucke von Velika Hoca, 2009
- Ein Jahr aus der Nacht gesprochen Jung und Jung, Salzburg, 2010, 216 s., ISBN 978-3-902497-80-2.
- Immer noch Sturm Suhrkamp, Berlin 2010, ISBN 978-3-518-42131-4.
  - Dramatisering uropført ved festspillene i Salzburg, 2011
- Der große Fall Suhrkamp, Berlin, 2011, ISBN 978-3-518-42218-2.
- Die Geschichte des Dragoljub Milanović Jung u. Jung, Salzburg 2011, ISBN 978-3-902497-93-2.
- Die schönen Tage von Aranjuez. Ein Sommerdialog Suhrkamp, Berlin, 2012, ISBN 978-3-518-42311-0.
  - Dramatisering uropført ved Wiener Festwochen 2012
- Versuch über den Stillen Ort Suhrkamp, Berlin 2012, ISBN 978-3-518-42317-2.
- Versuch über den Pilznarren. Eine Geschichte für sich. Suhrkamp, Berlin 2013, ISBN 978-3-518-42383-7.
- Die Unschuldigen, ich und die Unbekannte am Rand der Landstraße. Ein Schauspiel in vier Jahreszeiten. Suhrkamp, Berlin, 2015, ISBN 978-3-518-42472-8.
- Tage und Werke. Begleitschreiben. Suhrkamp, Berlin 2015, ISBN 978-3-518-42492-6.
- Notizbuch - 31. August 1978 – 18. Oktober 1978. (Insel-Bücherei. Nr. 1367). Insel Verlag, Berlin 2015, ISBN 978-3-458-19367-8.
- Vor der Baumschattenwand nachts. Zeichen und Anflüge von der Peripherie 2007–2015. Jung und Jung, Salzburg/ Wien, 2016, ISBN 978-3-99027-083-7.

## Priser (udvalg)
- 2008 - Thomas Mann litteraturpris
- 2009 - Franz Kafka litteraturpris
- 2014 - Den internationale Ibsenpris
- 2019 - Nobelprisen i litteratur